# NGC 6334
NGC 6334 (também conhecida como Nebulosa Pata de Gato) é uma nebulosa de emissão na constelação de Scorpius.